# Procleomenes bialbofasciatus
Procleomenes bialbofasciatus är en skalbaggsart som beskrevs av Hayashi 1979. Procleomenes bialbofasciatus ingår i släktet Procleomenes och familjen långhorningar. Inga underarter finns listade i Catalogue of Life.